# Macchia xerofila di Aldabra
La macchia xerofila di Aldabra è una ecoregione terrestre della ecozona afrotropicale appartenente al bioma dei deserti e macchia xerofila (codice ecoregione: AT1301) che si sviluppa per circa 200 km² sull'atollo di Aldabra nelle isole Seychelles. La regione forma, insieme alle foreste delle Seychelles e le foreste delle Mascarene la regione denominata foreste umide delle Seychelles e isole Mascarene, inclusa nella lista Global 200.
Lo stato di conservazione è relativamente intatto.

## Territorio

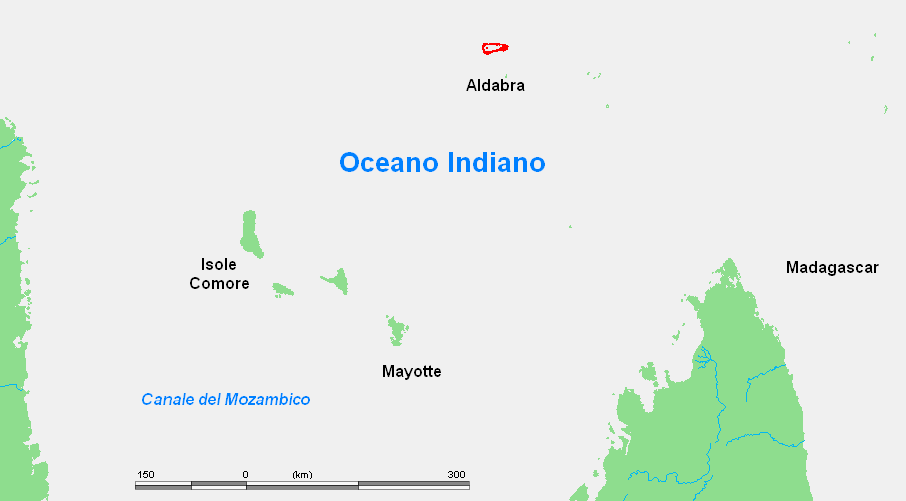
Posizione di Aldabra

L'atollo di Aldabra fa parte del gruppo delle Isole Esterne delle Seychelles. Si trova a circa 1.100 km a sud-ovest di Mahé, l'isola più grande dell'arcipelago delle Seychelles, ed a circa 400 km a nord-ovest dalla punta settentrionale dell'isola del Madagascar. L'atollo è composto da quattro grandi isole coralline che racchiudono una laguna poco profonda. La maggior parte della superficie del terreno è costituita da antiche barriere coralline (circa 125.000 anni) sollevatesi al di sopra del livello del mare, mentre il resto è calcare. La laguna contiene molte isole più piccole e l'intero atollo è circondato da una barriera corallina esterna.
Aldabra ha una superficie totale della parte terrestre di circa 150 km², ma insieme alla laguna e ai canali occupa una superficie di quasi 340 km².
Dal 1982 l'atollo è stato riconosciuto come patrimonio dell'umanità dell'UNESCO.
Nel 2001 BirdLife International ha dichiarato Aldabra come un'importante zona per uccelli endemici per le sue grandi colonie di uccelli marini, definendo come Important Bird Area (IBA) un'area di 33.180 ettari sovrapposti con la riserva speciale di 35.000 ettari già presente sull'atollo.

## Flora

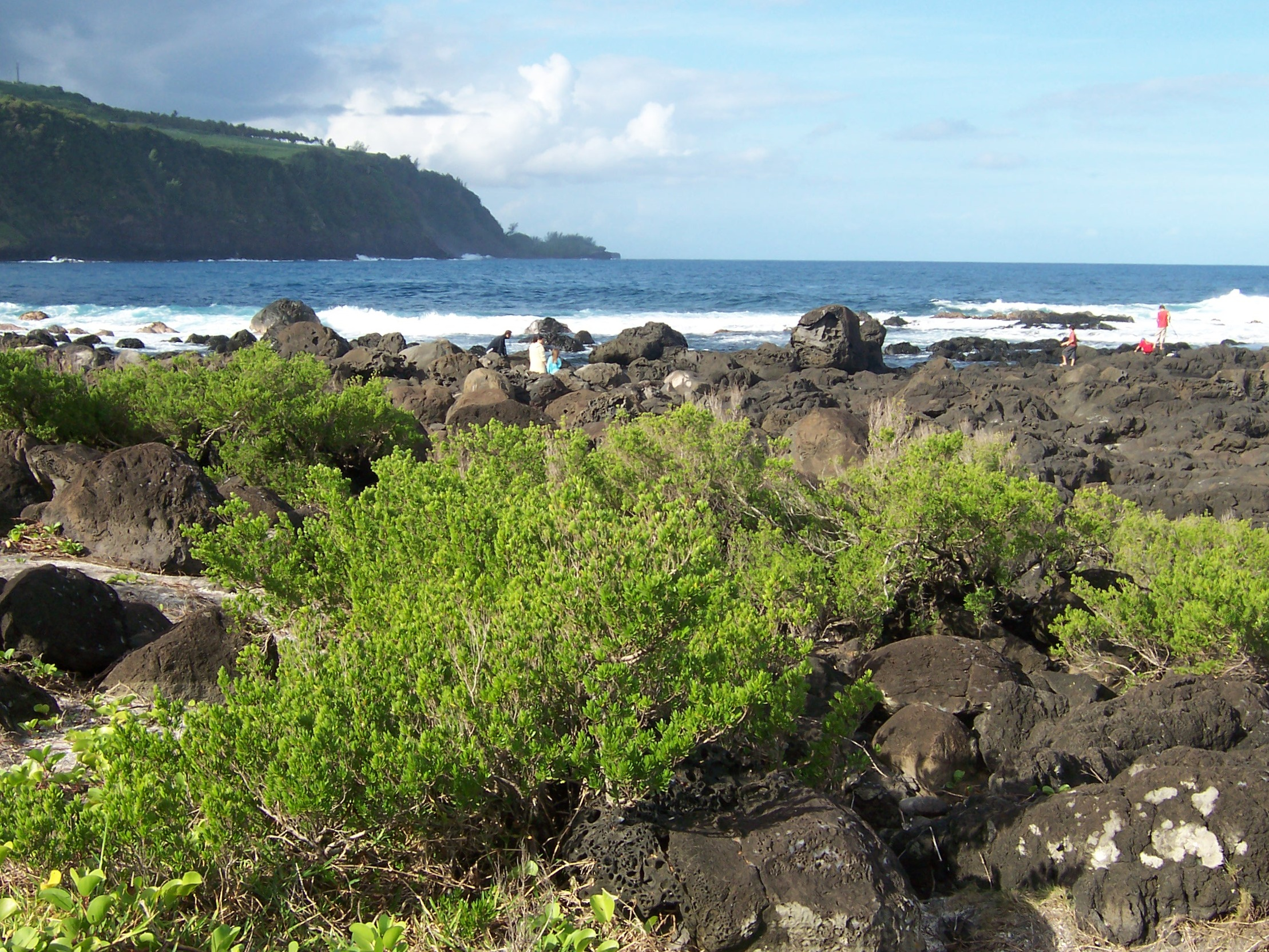
Arbusti di pemphis acidula

Aldabra supporta circa 180 specie di piante da fiore, di cui circa il 20 per cento sono endemiche. Lungo le rive interne della laguna la principale formazione sono le mangrovie costituite per lo più da Avicennia marina. All'interno la vegetazione è essenzialmente costituita da alberi di Casuarina equisetifolia che raramente superano i 4 metri di altezza. Nei terreni calcarei piatti, in particolare vicino alle pozze di acqua salmastra, questa formazione vegetale lascia il posto alla macchia composta da pemphis acidula. Sulla costa occidentale vi sono alcune aree dove è presente la palma da cocco, residui dei tentativi avvenuti nel XIX secolo di sviluppare delle colture sull'isola.

## Fauna

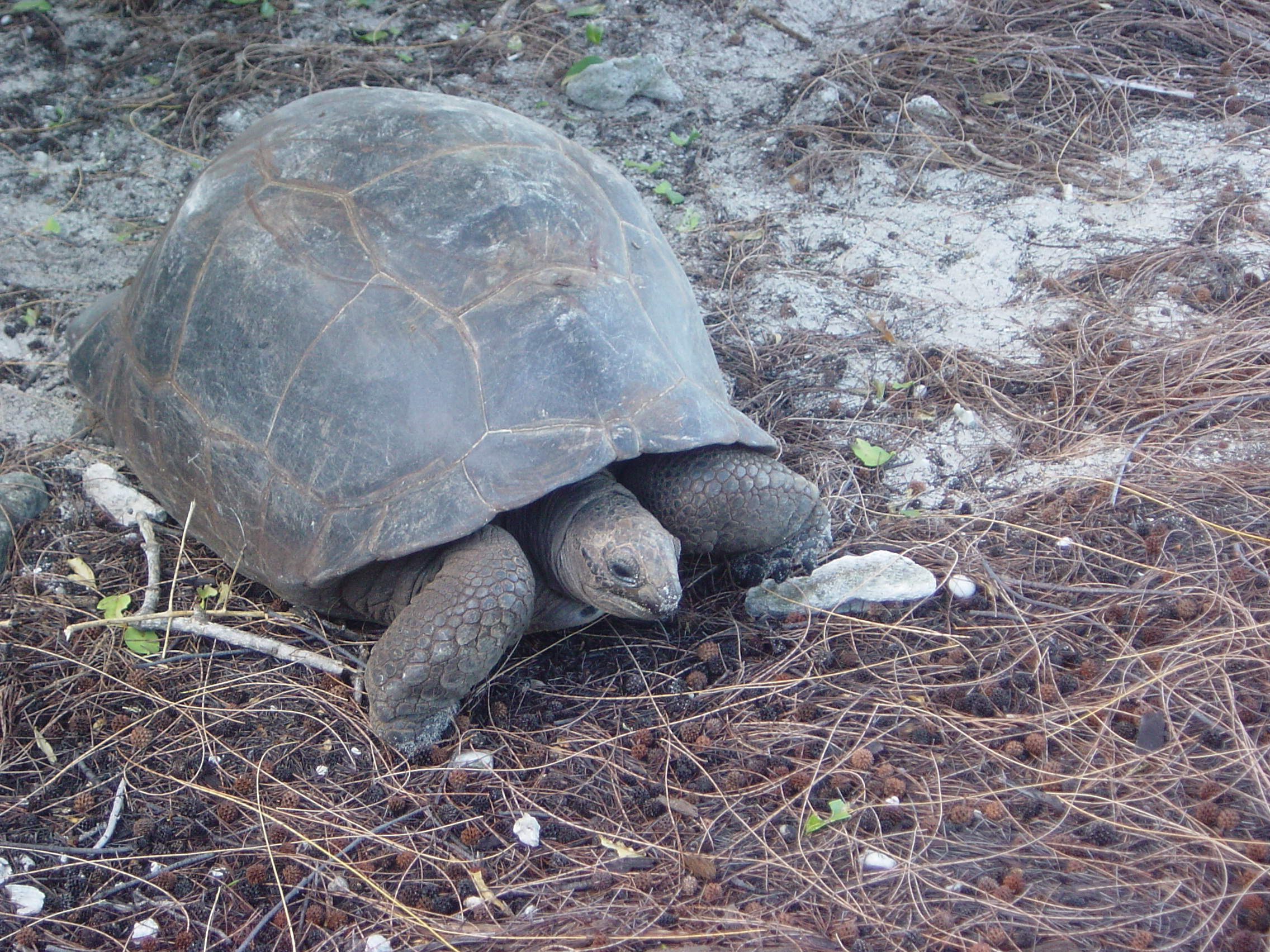
Tartaruga gigante di Aldabra

Aldabra è detta anche la "Galapagos dell'Oceano Indiano", in quanto ospita la più numerosa colonia di 
tartaruga gigante di Aldabra (Aldabrachelys gigantea, o Dipsochelys dussumieri), specie endemica dell'isola, di cui si contano oltre 100.000 esemplari. Aldabra ospita anche una dei più grandi raggruppamenti di nidificazione delle tartarughe verdi nell'Oceano Indiano ed è un importante sito di nidificazione della tartaruga embricata. Altri rettili presenti nell'isola sono alcune specie di gechi, fra cui l'Hemidactylus mercatorius ed il Phelsuma abbotti abbotti endemico dell'isola, nonché tre specie di lucertole fra cui l'endemica Cryptoblepharus boutonii.
Importante è la presenza degli uccelli. Aldabra ospita infatti la seconda popolazione mondiale di fregate grandi e minori (Fregata minor e Fregata ariel) ed inoltre l'ultima specie di uccelli volatili nell'Oceano Indiano, il rallo di Cuvier (Dryolimnas cuvieri aldabranus).
Gli unici mammiferi nativi dell'isola sono i pipistrelli. Ci sono anche altre specie, ma sono state importate. Queste sono il ratto marrone, capre, cani, gatti e maiali.
Ci sono diverse specie di granchi di terra, tra cui il granchio del cocco (Birgus latro) e un'ampia varietà di invertebrati terrestri, di cui numerosi sono endemici.

## Popolazione
Aldabra non ha alcuna popolazione residente. Vi si trovano tuttavia alcune persone (fra 10 e 14) che fanno parte del personale di supporto della riserva e occasionali osservatori scientifici. Attualmente, tutti gli abitanti di Aldabra sono dipendenti SIF a contratto o visitatori scientifici (scienziati fotografi, ecc.).

## Conservazione
Questa è una delle poche regioni del mondo che non ha una popolazione umana permanente. Per questo e per il relativo isolamento, il livello di conservazione è ancora relativamente intatto.